# Прапор Дашева
Пра́пор Да́шева — один з офіційних символів селища Дашів Гайсинського району Вінницької області, затверджений 14 квітня 2011 року рішенням VI сесії Дашівської селищної ради VI скликання.

## Опис
Прямокутне полотнище з співвідношенням сторін 2:3 розділене на три горизонтальних смуги — синю, жовту і зелену — у співвідношенні 2:1:2. Вздовж центральної смуги йде червоний трипільський візерунок-безконечник.
Комп'ютерна графіка — В. М. Напиткін.